# Communauté rurale de Darou Khoudoss

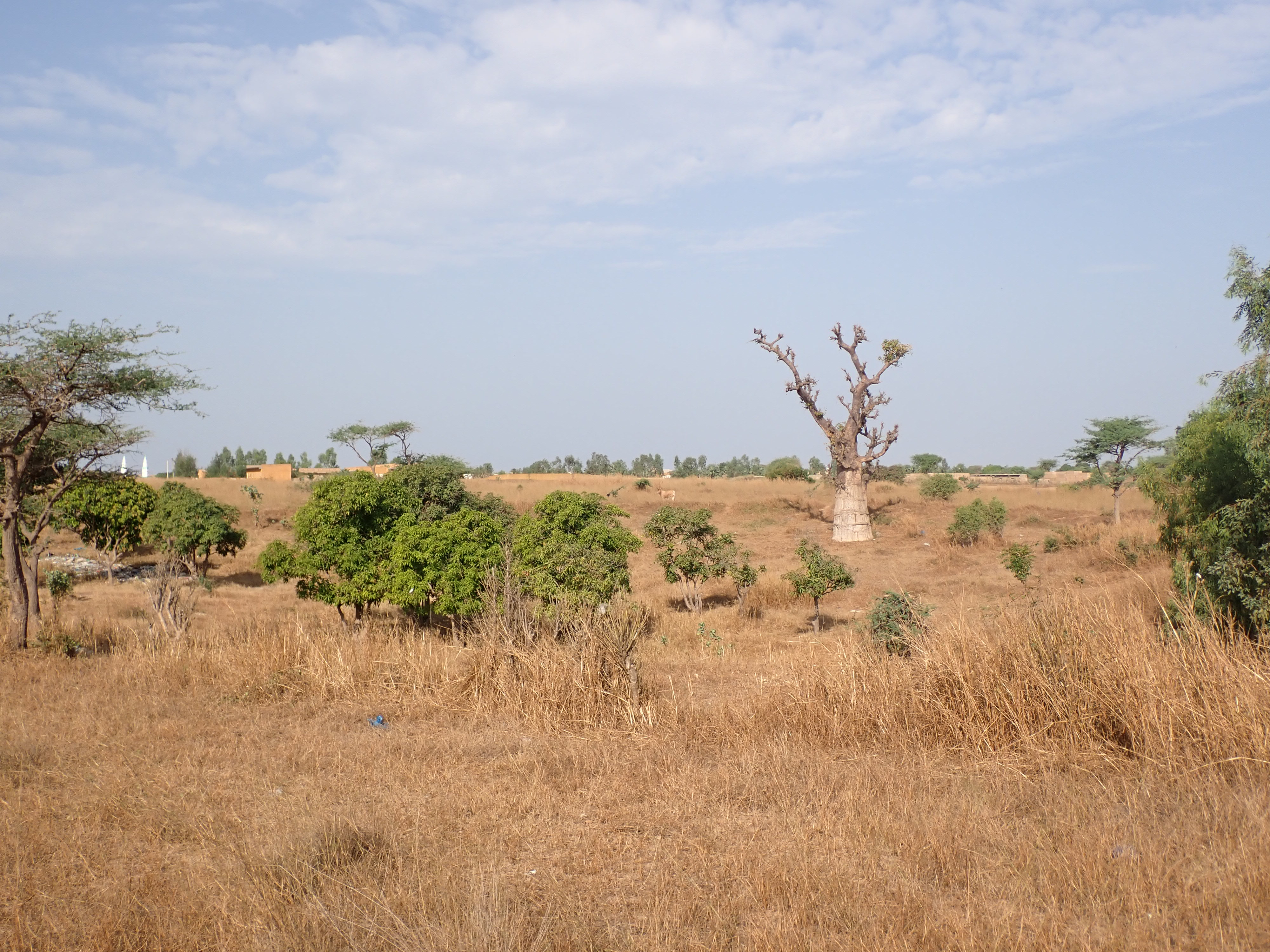
Paysage typique de savane avec des baobabs à l'Est de Darou Khoudoss

La commune de Darou Khoudoss est une commune du Sénégal située à l'ouest du pays. 
Elle fait partie de l'arrondissement de Méouane, du département de Tivaouane et de la région de Thiès.